# Симфонія № 5 (Шостакович)
Симфонія № 5 ре мінор, тв. 47 — симфонія Дмитра Дмитровича Шостаковича, написана в квітні — липні 1937 року. Вперше виконана 21 листопада 1937 року в Ленінградським філармонічним оркестром під керуванням Є. Мравінського. Прем'єра симфонія пройшла з величезним успіхом.
Симфонія 4-х-частинна, останні дві виконуються без перерви:
1. Moderato
2. Allegretto
3. Largo
4. Allegro non troppo

Тривалість — близько 45 хвилин.
Написана для потрійного складу симфонічного оркестру, з двома арфами челестою і фортепіано. 
- Завантажити музику [Архівовано 28 січня 2008 у Wayback Machine.]